# Rząska
Rząska – wieś w Polsce, położona w województwie małopolskim, w powiecie krakowskim, w gminie Zabierzów, przy linii kolejowej nr 133 Dąbrowa Górnicza Ząbkowice – Kraków Główny.
W latach 1975–1998 Rząska administracyjnie znajdowała się w województwie krakowskim.
W roku 2021 w miejscowości mieszkało 2668 osób, z czego 51,8% mieszkańców stanowiły kobiety, a 48,2% mężczyźni.

## Integralne części wsi
| SIMC    | Nazwa    | Rodzaj    |
| ------- | -------- | --------- |
| 0343929 | Podkamyk | część wsi |
| 0343935 | Za Gajem | część wsi |

## Historia
Pierwsze wzmianki o wsi pochodzą z 1388 roku, gdy właścicielami osady byli Sułek i Nawoj, rycerze z rodu Toporczyków, a także Mikołaj syn Salomona z Krakowa.
Wzmianka o wsi z 1523 roku: „Zygmunt I król polski stwierdza, że Stanisław ze Sprowy, kasztelan żarnowski, wypożyczył 400 złotych od mniszek klasztoru św Agnieszki na Stradomiu i ubezpieczył pożyczkę na wsi Rząska”.
Rząska należała do parafii św. Szczepana w Krakowie. W 1887 roku wybudowano małą kaplicę. Po wojnie przypisano Rząskę do parafii pw. Matki Bożej Nieustającej Pomocy w sąsiednich Mydlnikach.
We wrześniu 1976 r. Rząskę wizytował ksiądz kardynał Karol Wojtyła, który wygłosił wówczas uroczystą homilię.
W 1979 r. ksiądz kardynał Franciszek Macharski erygował parafię pw. św. Antoniego z Padwy w Rząsce. 31 października 1981 wmurowano kamień węgielny pod świątynię i rozpoczęto budowę, która trwała do 1984 roku.

## Zabytki
Figury:
- św. Jana Nepomucena z przełomu XVIII/XIX wieku,
- Chrystus Ecce Homo i Matka Boska Bolesna z XVIII wieku.

## Ochrona przyrody
Uroczysko w Rząsce, częściowo położone w Rząsce, a częściowo w gminie Kraków, zajmuje około 59 ha. Celem jego utworzenia była ochrona fiołka bagiennego – gatunku zagrożonego wyginięciem, który w roku 2001 został wpisany na listę Polskiej Czerwonej Księgi Roślin. Użytek chroni także pozostałość ekosystemów leśnych oraz wodnych na tym terenie.

## Sport
Klub piłkarski LKS Wisła Rząska założony w 1925 roku.
W Rząsce mieszczą się również dwie stadniny koni krakowskiego Uniwersytetu Rolniczego.

## Komunikacja
Na granicę wsi można dostać się dwoma liniami autobusowymi z węzła komunikacyjnego Mydlniki Wapiennik P+R:  
- 164 na trasie Piaski Nowe – Mydlniki Wapiennik P+R
- 199 na trasie Prądnik Czerwony – Mydlniki Wapiennik P+R

Do centrum wsi można dojechać autobusami aglomeracyjnymi obsługiwanymi przez MPK S.A. w Krakowie:
- 238 na trasie Bronowice Małe – Rząska, ul. Krakowska – Młynka pętla
- 258 na trasie Bronowice Małe – Rząska, ul. Krakowska – Nielepice pętla
- 288 na trasie Bronowice Małe – Rząska ul. Krakowska – Zabierzów Młyn

Na obrzeże (Podkamycze, ul. Balicka, ul. Piotra Brzezińskiego) można dojechać autobusami aglomeracyjnymi:
- 218 na trasie Bronowice Małe – Rząska, ul. Balicka – Zabierzów Młyn
- 228 na trasie Bronowice Małe – Rząska, ul. Balicka – Chrosna pętla
- 298 na trasie Bronowice Małe – Rząska, ul. Balicka – Nielepice pętla

Dojazd umożliwia również kolej, poprzez przystanki kolejowe znajdujące się na granicy z Rząską: Kraków Mydlniki Wapiennik oraz zabierzowski Zabierzów Rząska.

## Osoby związane z wsią
Mieszkańcami wsi są m.in. Anna Dymna i Tomasz Frankowski. Czesław Dźwigaj ma w Rząsce pracownię rzeźbiarską.